# Bibliographie sur les Étrusques
Cette bibliographie sur les Étrusques comprend une liste non exhaustive de références aux ouvrages principaux concernant le monde étrusque écrits depuis le monde antique.

## Antiquité romaine
- Etrusca disciplina, compilation romaine d'écrits de plusieurs auteurs latins contenant les libri.
- Nicolas de Damas : « sur l'origine étrusque de la gladiature romaine » in Raccolta di contributi in memoria di Ettore Lepore, sous la direction de A. Mele, Naples.
- Pline l'Ancien.
- Tite-Live.
- Vitruve.

## Renaissance italienne
- Guillaume Postel, en liaison avec l'Académie de Florence, les Origines, institutions, religion et mœurs de la région de l'Étrurie, 1551 (dédiée au grand-duc Cosme de Médicis).
- Giorgio Vasari, « les traditions du mythe étrusque » dans l'introduction de son ouvrage sur l'art de son temps Le Vite, avec les références aux découvertes (Chimère d'Arezzo), à la qualité de l'art étrusque.

## XVIIIesiècle
- Luigi Lanzi, Saggio di lingua etrusca a di altre antiche d’Italia, 1789.

## XIXesiècle
- George Dennis, découvreur britannique, entre autres, des nécropoles de Sovana, auteur de Cities and cemeteries of Etruria (1848), illustrations de sa main et de celle de Samuel James Ainsley.
- Adolphe Noël des Vergers, L'Étrurie et les Étrusques ou dix ans de fouilles dans les Maremmes toscanes, Volume 1 - 2, Firmin Didot frères, fils et cie, 1864 Gallica.bnf.fr volume 1, et volume 2.

## XXeetXXIesiècles

### Auteurs de langue allemande
- Sibylle Von Cles-Reden, Les Étrusques, Innsbrück, Vienne, 1955, et traduction française de Monique Bittebierren et Henri Daussy, Arthaud, 1962[1].
- Werner Keller, Les Étrusques, Fayard, 1976, rééd. 1994.
- Otto Wilhelm von Vacano :
  - Die Etrusker in der Welt der Antike, Rowohlt, 1957 ;
  - Les Étrusques et l'Italie avant Rome, l'univers des formes. 1973, rééd. 2008.

### Auteurs de langue anglaise
- Michael Grant, A Guide to the Ancient World: A Dictionary of Classical Place Names, New York: Barnes and Noble Books, 1986.
- Emeline Hill Richardson, The Etruscans, their art and civilization (Rome 1960), Etruscan Votive Bronzes: Geometric, Orientalizing, Archaic (Mayence, 1983).
- D. H. Lawrence, Promenades étrusques, Gallimard, (fr) 1949 et 1985  (ISBN 978-2070705283).
- Ellen MacNamara, The Etruscans (British Museum), Cambridge (Massachusetts), Harvard University Press, 1991.
- Andrew Robinson, Lost Languages: The Enigma of the World's Undeciphered Scripts, New York: BCA, 2002.
- Nancy Thomson de Drummond, Etruscan myth, Sacred history and legend, Université of  Pennsylvania museum, Philadelphie, 2006 .

### Auteurs français
- Raymond Bloch, Les Étrusques, 1954, coll. « Que sais-je ? », PUF en 1963.
- Dominique Briquel, Rome comme ville étrusque , texte en ligne, de l'université de Caen (et tous ses autres ouvrages).
- Dominique Briquel , La Civilisation étrusque, 1999.
- Sophie Cassagnes-Brouquet, « Le Modèle étrusque dans l'État culturel florentin à la Renaissance », in Poètes et artistes : la figure du créateur en Europe au Moyen Âge et à la Renaissance.
- J. Denoel et Jacques Martin dessinateur, Les Étrusques (1 et 2), collection BD Les Voyages d’Alix, Casterman, 2007.
- Jacques Heurgon, La Vie quotidienne chez les Étrusques, Hachette, 1961-1989.
- Jacques Heurgon, « L'État étrusque », Historia, 6, 1957, p. 63-97.
- Alain Hus, Les Étrusques et leur destin, Picard, collection Empreinte, 1980, 365 p.  (ISBN 2-7084-0047-9).
- Jean-Marc Irollo, Histoire des Étrusques, l'antique civilisation toscane, VIIIe – Ier siècle avant J.-C., Paris, 2004  (ISBN 2262020663).
- Monique Jallet-Huant, Petite et grande histoire du peuple étrusque, Éclats d'histoire, Presse de Valmy, 2002  (ISBN 2-84772-001-4).
- Jean-René Jeanot, À la rencontre des Étrusques, Ouest-France, Rennes, 1987 (en ligne).
- Jean-Noël Robert, Les Étrusques, Belles Lettres, 2004, collection Guide des civilisations.  (ISBN 2251410279 et 978-2251410272).
- S. Steingräber, Les Fresques étrusques, Citadelles & Mazenod, Paris.
- Jean-Paul Thuillier, Les Étrusques, la fin d'un mystère ?, coll. « Découvertes Gallimard / Archéologie » (no 89), Paris, 1990.
- Christian Mazet,  Le Museum étrusque d'Antoine Vivenel, catalogue raisonné de la collection étrusque et italique du musée Antoine-Vivenel de Compiègne, Silvana Editoriale, 2015, 192.p.
- Michel Peyramaure, Les Villes du silence - Le roman des Étrusques, Calmann-Lévy, mai 2010,  (ISBN 978-2702-141083) (roman).

### Auteurs italiens
- Ranuccio Bianchi Bandinelli :  
  - Clusium: Ricerche archeologich e topografiche su Chiusi il suo territorio in età etrusca (1925),
  - Arte etrusca e arte italica (1963) ;
  - Die Etrusker : Werden und geistige Welt,  W. Kohlhammer, 1955 ;
  - avec Antonio  Giuliano et Jean-Paul Thuillier,  Les Étrusques et l'Italie avant Rome - De la protohistoire à la guerre sociale, L’univers des formes, Gallimard, 1973, 2008,  (ISBN 9782070121625).
- Giovanni Becatti, Filippo Magi, Tarquinii. Le pitture delle tombe degli Auguri e del Pulcinella, éditeur : Istituto Poligrafico e Zecca dello Stato, collection: Monumenti pitt. ant. scoperti in Italia, 1956  (ISBN 8824031846).
- Larissa Bonfante, Etruscan Life and Afterlife: A Handbook of Etruscan Studies, éd. Détroit: Wayne State University Press, 1986.
- Mauro Cristofani, Etruschi una nuova immagine éditions Giunti gruppo, Florence 1984  (ISBN 88-0901792-7).
- Arnaldo Momigliano, Quarto contributo alla storia degli studi classici e del mondo antico,editions Storia e Litteratura, Rome 1969. en ligne.
- Massimo Pallottino (voir bibliographie complète).

## Revues
- « Les Étrusques, dernières découvertes 1992-2007 », Dossiers d'Archéologie, no 322, juillet-août 2007  (ISSN 1141-7137).
- « Les Étrusques », Archéologia, nos 154-216-238-242-284-373-402-411-425-432-459-513-608.
  - E. Bensard, « En Étrurie, la tombe du Quadrige infernal livre ses secrets », Archéologia, no 425.
  - Sophie Crançon, « Les Étrusques, un hymne à la vie », Archeologia, no 513, p. 25-33.
  - Federica Sacchetti, « Les Étrusques entre le cap d'Antibes et la baie de Marseille », Archéologia, no 608, p. 41
  - Federica Sacchetti, « Les Étrusques en Corse », Archéologia, no 608, p. 42-43

## Guides touristiques
- (it) Italia etrusca, Florence, Guide Giunti, 2008  (ISBN 978-88-09-04828-7).

## Collectifs
- Les Étrusques et l'Europe, préfacé par Massimo Pallottino, à la suite de l'exposition éponyme du Grand-palais, Paris, entre le 15 septembre et le 14 décembre 1992, et à Berlin en 1993.
- « Les Étrusques et la Méditerranée - La cité de Cerveteri », in Histoire antique & médiévale', hors-série no 37 [sur l'exposition du Louvre-Lens], Éditions Faton, décembre 2013.

## Bibliographies
- Pol Defosse, Bibliographie étrusque (1927-1950), tome II, Bruxelles, coll. « Latomus », no 144, 1976.  — La date de 1927 correspond à la naissance de la revue de référence de l'étruscologie, Studi Etruschi. Il ne semble pas que les volumes correspondant aux périodes antérieure et postérieure soient parus.